# Gabriela Legun
Gabriela Legun – polska sopranistka, solistka Opery Śląskiej w Bytomiu.

## Nagrody
- 2019: I nagroda na Międzynarodowym Festiwalu i Konkursie Sztuki Wokalnej im. Ady Sari[2]
- 2019: Teatralna Nagroda Muzyczna im. Jana Kiepury dla najlepszej śpiewaczki operowej[2]
- 2021: „Nagroda dla Najlepszego Głosu Kobiecego” na Międzynarodowym Konkursie Operowym w Portofino(inne języki)[1]
- 2024: I nagroda i nagroda dla ulubieńca publiczności na Międzynarodowym Konkursie Wokalistyki Operowej im. Adama Didura[3][4]
- 2024: Paszport „Polityki” w kategorii „Muzyka poważna”[5]